# 1583 en France
Chronologie de la France
- 1579
- 1580
- 1581
- 1582
- 1583
- 1584
- 1585
- 1586
- 1587

22

## Événements
- 17 janvier : révolte d’Anvers contre l’armée du duc d’Anjou[1].
- 22 janvier : (samedi, jour de la saint Vincent) passage d'une tornade destructrice dans le centre de la France Archives départementales de l'Allier[2] .
- 20 février : Henri III paraît déguisé en femme lors d’un bal[3].

- 12 février : Épernon obtient la charge de gouverneur de Metz[4].
- 24 février : Anne de Joyeuse est nommé gouverneur de Normandie[4].

- 13 mars : création par le roi de la congrégation des pénitents blancs de l’Annonciation de Notre-Dame[4].

- 22 juillet : début du cycle des « processions blanches » dans le nord-est (fin le 11 juillet 1584)[1].
- 1er août : Michel de Montaigne est réélu pour un second mandat à la charge de maire de Bordeaux[5].
- 8 août : Henri III, qui tente de se rapprocher de Henri de Navarre, chasse sa sœur Marguerite de Valois de la cour[6].
- 24 août : inondation du Rhône en Camargue[7].
- Août : disette à Marseille. Rationnement[8].
- 18 novembre : ouverture de l’Assemblée des notables à Saint-Germain-en-Laye à la suite de l’enquête pour une réforme générale du royaume (fin en février 1584)[9]. Catherine de Médicis tente en vain de réconcilier le roi et Monsieur[10].
- 24 novembre : mort du chancelier René de Birague ; Cheverny lui succède[4].

- Jacques de Vaulx, pilote et hydrographe normand, rédige un traité de navigation manuscrit intitulé Premières œuvres et le dédie au duc Anne de Joyeuse[11].

## Naissances en 1583
- x

## Décès en 1583
- x